# Wealdstone Football Club
Maillots
Actualités
Le Wealdstone Football Club (prononcé en anglais : [ˈwiːldstoʊn]), couramment appelé Wealdstone FC ou WFC, est un club de football anglais fondé en 1899 et basé à Ruislip, dans le Grand Londres en Angleterre. Ses joueurs évoluent en National League, la cinquième division du football anglais.
Jusqu’en 1991, il dispute ses matchs à domicile au Lower Mead d'Harrow. En 2008, après une longue période d'itinérance et de partage de terrains avec divers clubs locaux, il s’installe au Grosvenor Vale de Ruislip.
Ses couleurs traditionnelles sont le bleu roi et le blanc. Leurs joueurs sont surnommés les Stones ou les Royals.
Lors de la saison 1984-1985, le Wealdstone FC a été le premier club à réaliser le célèbre « doublé » hors ligue, en remportant à la fois le FA Trophy et l'Alliance Premier League (actuelle National League), deux ans avant que les promotions automatiques vers l'EFL ne débutent.
En 1946, il affronte son club rival du Barnet FC  pour le premier match de football retransmis par la télévision au Royaume-Uni, par la BBC.

## Repères historiques

### Années fondatrices

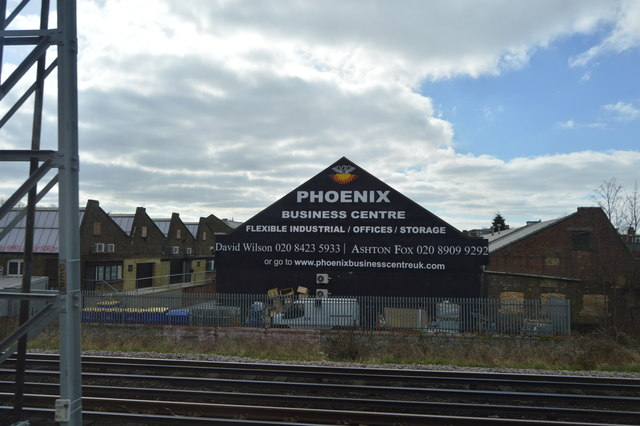
Emplacement approximatif de ce qui était le terrain d'origine de The Oaks FC en 1887.

Le club est créé au début de la saison 1899-1900, rejoignant la D2 de la Willesden & District League. Il prend la suite d’un précédent  club également appelé Wealdstone FC, constitué pour les travailleurs d'un armurier local à Wealdstone, un village du Middlesex au nord de Harrow on the Hill. Ce club est lui-même issu d'un club nommé "The Oaks". Un article du Harrow Observer (en) révèle que le club de football de Wealdstone a été créé vers 1890, jouant ses matchs à domicile dans un champ de Hindes Road (actuel Harrow) et se réunissant au Railway Hotel, près de la station de Harrow et Wealdstone. Ce club fusionne avec un autre club local, le Harrow Athletic FC, en septembre 1894, tandis que d'autres clubs portant le nom de Wealdstone se forment peu après. Une fusion entre les clubs des Wealdstone Rovers et des Wealdstone Juniors mène à la création du Wealdstone Albion FC pour la saison 1898, adoptant les mêmes couleurs que l'ancien Wealdstone FC : bleu roi et blanc. Un an plus tard, le Wealdstone FC prend sa place. À cette époque, leur terrain est situé entre Headstone Drive et Marlborough Hill, à Wealdstone.
Le 7 octobre 1986, ce nouveau club joue son premier match, lors d’une rencontre amicale avec le Northwood FC (en), qu’il remporte 6 buts à 1. Wealdstone est ensuite promu en D1 pour la saison 1900-1901 après la suppression de la D2. En 1903, le club déménage de College Farm Ground à Locket Road, à Wealdstone, puis peu après sur un autre terrain à proximité, maintenant connu sous le nom de Byron Park. Lors de la saison 1905-1906, le club remporte la D1. Cependant, le 20 octobre 1906, un avis publié dans le journal local annonce la dissolution du club en raison d'un manque d'intérêt de la part des joueurs et des supporters.
Le club est rapidement reformé pour la saison 1908-1909, et rejoint à nouveau la D1 de la Willesden & District League. En 1910, il déménage à Belmont Road, et remporte de nouveau la D1 de la saison 1912-1913. Après la Première Guerre mondiale, le club rejoint la London League (en) et la Middlesex Senior League.
Au début de la saison 1922-1923, le Wealdstone FC rejoint la Spartan League (en) et en même temps déménage au sud vers un terrain appelé Lower Mead, maintenant au centre de Harrow. Ce terrain devient le domicile permanent du club, et le restera pendant 69 ans. Le club remporte sa victoire record le 13 octobre 1923, battant le 12e régiment de Londres 22 buts à 0 lors d'un match de la FA Amateur Cup.

### De 1928 à 1964: 36 ans en Athenian League
Lors de la saison 1928-1929, le Wealdstone Football Club change de ligue pour rejoindre la Athenian League (en). Lors de la saison suivante (1929-1930), le club remporte pour la première fois la Middlesex Senior Cup (en) et la Middlesex Senior Charity Cup (en). Le 16 novembre 1929, Wealdstone joue contre le Dulwich Hamlet FC (en) en quatrième tour de qualification de la FA Cup, le match se terminant sur un score record de 7 buts à 7. Aucun autre match de la FA Cup n'a jamais affiché un tel score, y compris dans les quatre premières divisions des différentes leagues. Le Dulwich Hamlet FC remporte le match retour 2 buts à 1 quatre jours plus tard.
Pendant la Seconde Guerre mondiale, le club continue à jouer, participant à la finale de la Middlesex Senior Red Cross Cup à Wembley en 1942. En décembre 1944, il enregistre sa plus lourde défaite, 14 buts à 0 contre le Edgware & Kingsbury FC (en) lors de la London Senior Cup (en). En 1946, la BBC diffuse une partie du match de Wealdstone en Athenian League contre le Barnet FC, marquant la première diffusion d'un match de football à la télévision,. Le club apparaît également dans les deux premières diffusions en direct de matchs de la FA Cup par la BBC, avec ses matchs contre le Edgware & Kingsbury FC au troisième tour de qualification et Colchester United au quatrième tour lors de la saison 1949-1950,. Après avoir battu Colchester, Wealdstone atteint le premier tour de la FA Cup pour la première fois de histoire, mais y perd 1 but à 0 contre le Port Vale FC,,.
Pendant la saison 1951-1952, le club remporte la Athenian League et la Middlesex Senior Cup en 1959, 1963 et 1964.

### De la stagnation en Athenian League à la professionnalisation: l'héritage de la FA Amateur Cup
En 1964, le Wealdstone FC accède à la Isthmian League. Lors de la saison 1965-1966, le club atteint à nouveau le premier tour de la FA Cup. Il perd à nouveau, 3 buts à 1 contre le Millwall FC, mais remporte la FA Amateur Cup, en battant son rival local du Hendon FC (en) 3 buts à 1 en finale. La saison suivante, Wealdstone est éliminé au premier tour de la FA Cup, perdant 2 buts à 0 à domicile contre Nuneaton Borough.
Le club rejoint la Division One North de la Southern League en 1971, et accède au statut professionnel. Il est transféré à la Division One South la saison suivante, et est sacré champion à l'issue de la saison 1973-1974, obtenant la promotion en Premier Division. Lors de la saison 1977-1978, Wealdstone monte au-delà du premier tour de la FA Cup pour la première fois de son histoire. Après avoir battu Hereford United 3 buts à 2 à Edgar Street (en) lors d'un replay du premier tour, le club remporte la victoire contre le Reading FC 2 buts à 1 à domicile au deuxième tour, avant d'essuyer une lourde défaite 4 buts à 0 contre les Queens Park Rangers au troisième tour.

### «Doublé»: course à l'Alliance Premier League et au FA Trophy et prémices de la crise
Après avoir terminé 19e d'Alliance Premier League pendant la saison 1980-1981, le Wealdstone Football Club est relégué en Southern League. Il fait un retour immédiat en Alliance Premier League en remportant la Division Sud de la Southern League la saison suivante. Un match de barrage suit contre le champion de la Midland Division, Nuneaton Borough, se soldant par une victoire de Wealdstone aux tirs au but après avoir gagné le match aller 2 buts à 1 et perdu 1 but à 0 au match retour. Wealdstone marque son retour dans l'Alliance Premier League en  terminant troisième en 1982-1983, puis quatrième la saison suivante.
En 1984-1985, le club connaît sa saison la plus réussie de son histoire. Sous la direction de Brian Hall, Wealdstone remporte à la fois l'Alliance Premier League et aussi la FA Trophy, après avoir battu Boston United 2 buts à 1 en finale à Wembley. C’est la première fois qu'un club de non-league réalise le « doublé ». Cependant, malgré cela, Wealdstone n'est pas promu en EFL. En effet, la promotion automatique depuis l'Alliance Premier League ne sera introduite que deux ans plus tard, et Lower Mead n'est pas jugé conforme aux exigences de la Football League, ce qui rend le club non éligible à l'élection.
Ce doublé est suivi par une période de déclin rapide. Après avoir terminé 10e la saison suivante avec une équipe vieillissante, le club termine 19e en 1986-1987 et est été finalement relégué à la fin de la saison suivante.

### De l'apogée à la crise: vente du Lower Mead et instabilités financières (1988-2004)
À la fin de la saison 1990-1991, le club fait face à des problèmes financiers causés par des irrégularités de la direction[réf. nécessaire] . Ces difficultés sont exacerbées par la vente du terrain de Lower Mead, pour lequel le club, après de longues batailles juridiques, ne reçoit qu'une très petite part. Wealdstone signe un accord coûteux de partage de terrain au Vicarage Road du Watford FC, et à la fin de la saison 1991-1992, le club est à nouveau relégué, de la Southern League Premier Division vers la Southern League South Division.
En 1993, alors en véritable crise, le Wealdstone FC, cherchant à réduire ses dépenses, entame un accord de partage de terrain de deux saisons au stade Warren du Yeading FC (en). En juin 1995, avec le club en administration et n'ayant que deux joueurs à son nom, Gordon Bartlett est nommé manager. Plus tard cette année-là, Wealdstone rejoint la Isthmian League pour réduire davantage leurs dépenses de voyage, acceptant à cette occasion de descendre d'un niveau, en D3. Le club change à nouveau de terrain, débutant un partage du White Lion, le terrain du Edgware & Kingsbury FC (en). Ce partage est initialement prévu pour durer dix ans.
Après avoir remporté la D3 de la Isthmian League en 1996-1997, le club termine deuxième en D2 en 1997-1998 et est promu en D1. Cependant, après avoir terminé troisième de D1 en 1998-1999, la Isthmian League refuse la promotion du club en Premier Division, en raison du retard des améliorations requises au terrain White Lion.

### Nouveau terrain: en route vers une nouvelle apogée (2004-2019)

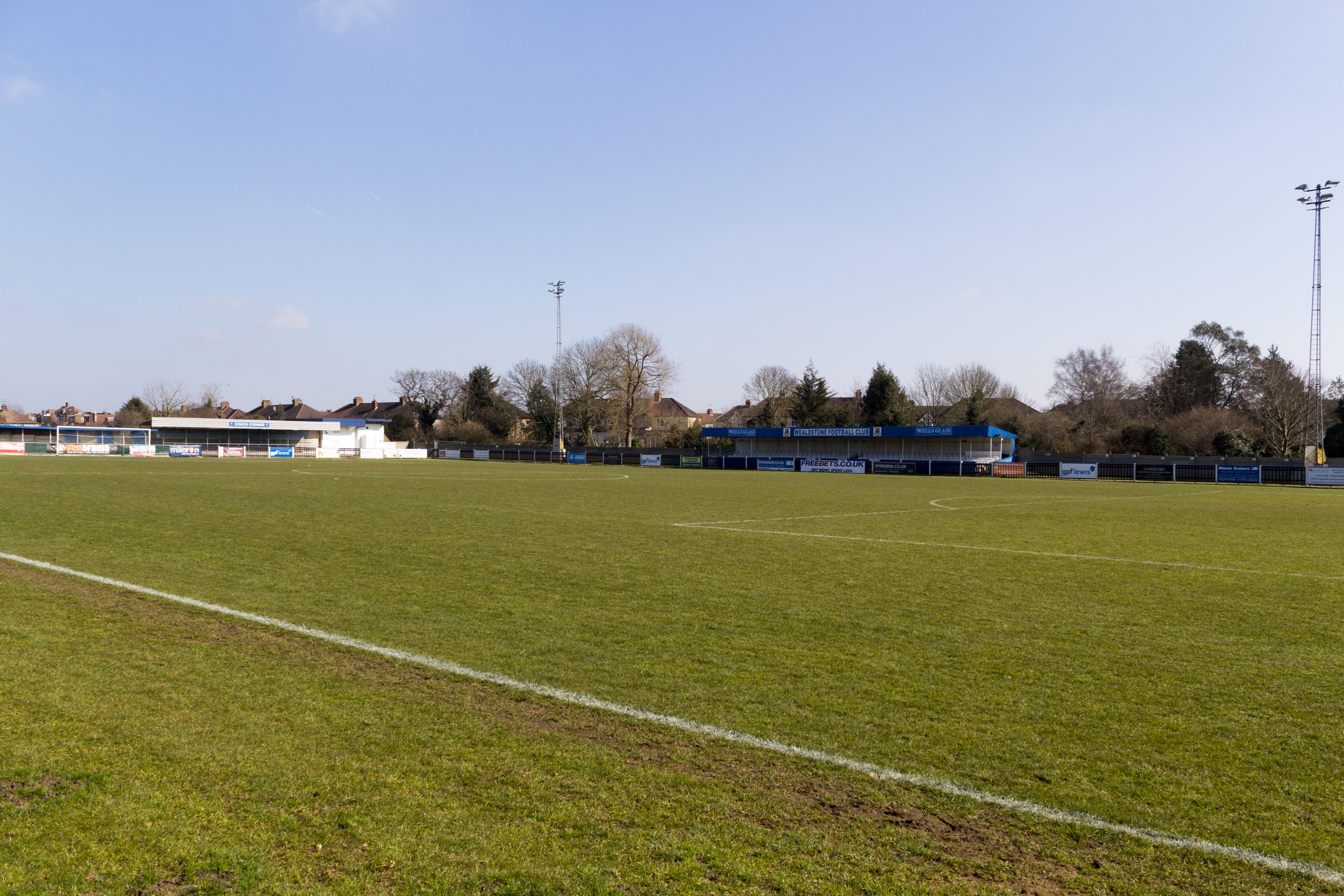
Le Grosvenor Vale en mars 2016.

Le club tente initialement de réaménager les terrains de jeux Prince Edward désaffectés à Canons Park, appartenant au borough londonien de Harrow. La construction du nouveau stade commence 2003 mais les travaux de construction sont soudainement arrêtés en avril 2004 lorsque la société privée qui co-finançait le projet en partenariat avec le club est déclarée insolvable. Incapable terminer la construction du stade par ses propres moyens, dont les travaux sont réalisés seulement à 30 %, Wealdstone est contraint de quitter le site inachevé pendant deux ans, jusqu'à ce que le conseil municipal de Harrow, frustré que le site soit toujours inutilisé et se détériore, vende finalement le bail du site au Barnet FC, qui l’utilise comme centre d'entraînement avant de déménager définitivement dans ce qui est devenu le Hive Stadium (en) en 2013.
En 2004, Wealdstone est promu en Isthmian League Premier Division à la suite de la création de la Conference North and South. Le club affronte Dulwich Hamlet en finale des playoffs, le match se terminant sur un score de 2 buts à 2 avant que Wealdstone ne gagne 5 à 4 aux tirs au but. Wealdstone évite la relégation lors de ses deux premières saisons de Premier Division et fini à la 18e place. Hors du terrain, le club a commencé un nouvel accord de partage de terrain en 2005, cette fois déménageant au terrain de Chestnut Avenue du Northwood FC (en). En 2006, ils sont transférés sous réorganisation de la FA à la Southern League Premier Division, avant de retourner à la Isthmian League la saison suivante.
En janvier 2008, Wealdstone achète le Ruislip Sports and Social Club et le bail associé au terrain de Grosvenor Vale du Ruislip Manor (en) (actuels London Rangers). Le club y commence sa saison 2008-2009. Avec l'accord de partage de terrain à Northwood arrivant à son terme et toujours sans aucune date de fin spécifique en vue pour le projet de terrain de Prince Edward Playing Field, Wealdstone décide d'investir dans le stade du Grosvenor Vale. La priorité est donnée à la mise à niveau des installations de jeu, afin de répondre aux exigences de classement de terrain nécessaires pour jouer en Isthmian League Premier Division lors de la saison 2008-2009. Le club n’atteint pas les playoffs lors de ses trois premières saisons du club au Vale, terminant 7e, 6e puis 12e. Cependant, Wealdstone atteint le premier tour de la FA Cup en 2009-2010, avant de perdre 3 buts à 2 à domicile contre Rotherham United.
Lors de la saison 2011-2012 Wealdstone entreprend une course en FA Trophy et atteint la demi-finale en éliminant trois équipes de divisions supérieures. Les victoires de 2 buts à 1 à domicile contre le Barrow AFC et de 1 but à 0 en replay contre le Dartford FC permettent au club d’atteintdre le quart de finale, qu’il joue à l'extérieur contre Cambridge United. Wealdstone  remporte le match 2 buts à 1 grâce à un doublé de Richard Jolly, avant de perdre 3 buts à 1 sur l'ensemble des deux matchs contre le Newport County AFC en demi-finale. Le club atteint les playoffs de promotion en Isthmian Premier Division cette année-là, et perdent 2 buts à 1 contre Lowestoft Town (en) en demi-finale. La saison suivante, le WFC perd à nouveau en demi-finale des playoffs 2 buts à 1 contre les Concord Rangers. En 2013-2014, le club remporte finalement la promotion en tant que champions de la ligue, et obtient sa promotion en Conference South grâce à une victoire 1 but à 0 à l'extérieur contre le Margate FC.
Wealdstone n'a pas remporté de victoire lors de ses 9 premiers matchs en Conference South, la série prenant fin par une victoire 1 but à 0 à l'extérieur contre le Whitehawk FC (en). Le club termine sa première saison à la 12e place, et à la13e la saison suivante. L'été 2016, le club change de propriétaire, repris à la fin juillet par Peter Marsden, précédemment président de l'Accrington Stanley. Lors de la saison 2016-2017 Wealdstone connaît un grand succès sur le terrain. Cependant, terminant à la huitième place au classement final le club ne peut pas accéder aux playoffs. Son inéligibilité avait de plus déjà été déclarée en raison du non-respect du déla pour répondre aux exigences de classement de terrain.

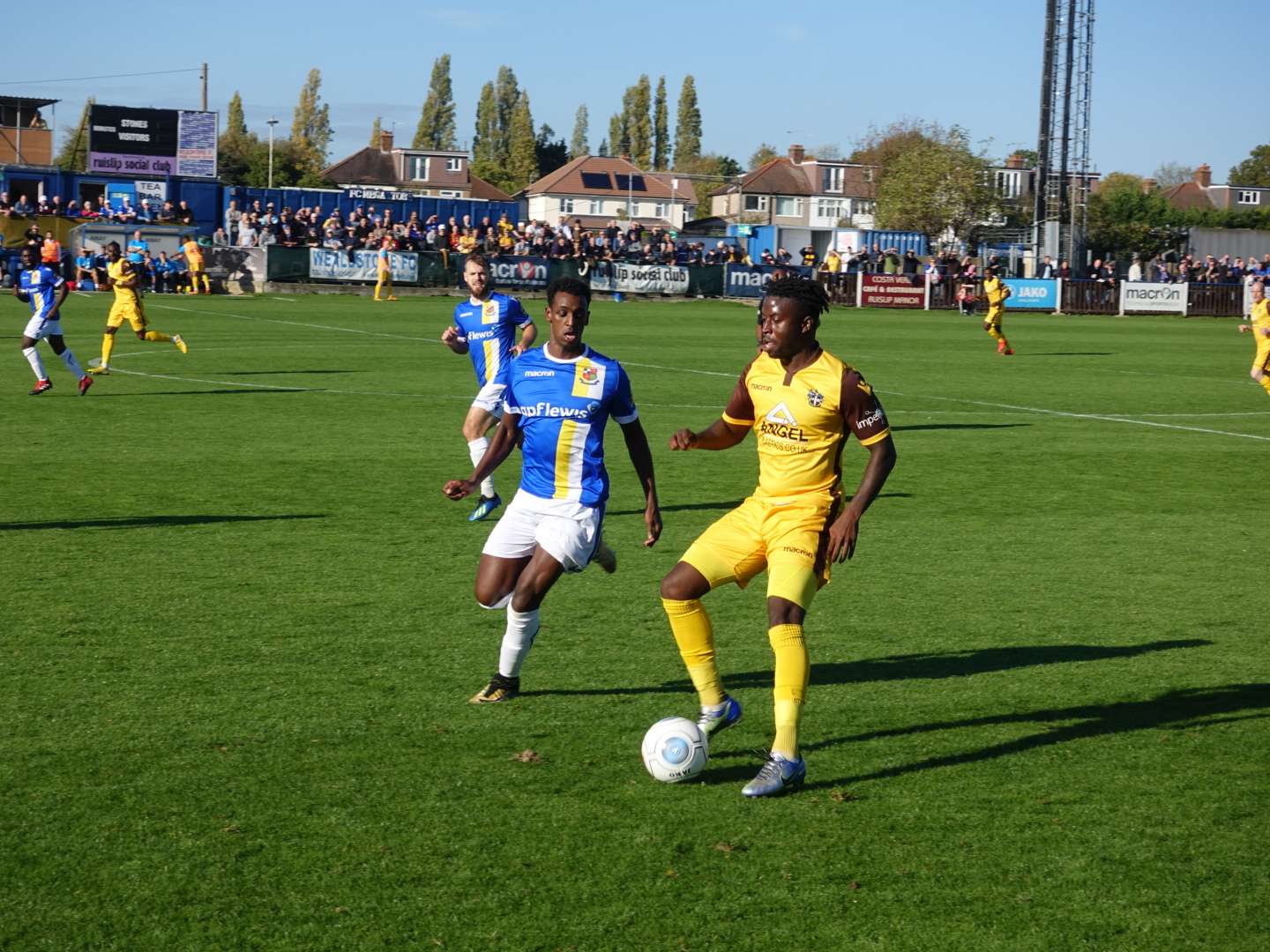
Wealdstone affrontant Sutton United lors du quatrième tour de qualification de la FA Cup en 2018.

Le 21 août 2017, Gordon Bartlett démissionne de son poste de manager de Wealdstone après 22 ans aux commandes de l'équipe. Le lendemain, Bobby Wilkinson, auparavant manager de Hungerford Town (en), est nommé à sa place. La première saison de Wilkinson à Wealdstone se solde avec une 11e place, bien que le club ait atteint la demi-finale de la FA Trophy, où il perd 3 buts à 0 sur l'ensemble des deux matchs contre les futurs vainqueurs du Brackley Town. En janvier 2019, le président Peter Marsden est évincé de son poste, remplacé par Rory Fitzgerald. Le dernier jour de la saison 2018-2019, Wealdstone passe de la dixième à la septième place du championnat avec une victoire 2 buts à 1 contre le Hemel Hempstead Town (en) et s’assure une place en playoffs. Wealdstone y commence sa campagne avec une victoire à l'extérieur contre Bath City. Le club atteint la demi-finale contre le Woking FC, qu’il perd de justesse 3 buts à 2. Wilkinson quitte le club à la fin de la saison.

### Vers de nouveaux horizons: retour en National League (depuis 2019)
Le 21 mai 2019, Dean Brennan est nommé nouveau manager. Stuart Maynard le rejoint en tant qu'assistant.  Grâce à 10 victoires lors des onze premiers matchs de la saison 2019-2020, Wealdstone monte en tête du championnat. Le 26 mars 2020, lors de la suspension de la saison en raison de la pandémie du Covid-19, Wealdstone est toujours en tête du championnat. Le 17 juin, le club est promu en National League en tant que champions de la National League South, sur la base des points gagnés par match.
La première saison du club dans la cinquième division depuis 32 ans commence positivement, avec 5 victoires lors des 8 premiers matchs et Wealdstone monte à la deuxième place du championnat. Cependant, à la suite d'une baisse de performance, Brennan quitte son poste de manager le 2 février 2021. Le club nomme l'entraîneur adjoint Stuart Maynard en tant que manager, avec Matthew Saunders comme assistant. Le 5 avril, Wealdstone bat son rival local du Barnet FC 5 buts à 1. Le club finit sa première saison de retour au niveau National League à la 19e place (non relégable).
Lors de leur deuxième saison en National League, Wealdstone fait une meilleure performance et termine à la 16e place, leur meilleure position en championnat depuis 35 ans. Lors de cette saison, le club établi un nouveau record d'affluence Grosvenor Vale lors de sa rencontre avec le Barnet FC, qu’il gagne 1 but à 0 devant une foule de 2 662 spectateurs. Ce record est battu la saison suivante, avec  2 817 spectateurs venus assister au match contre le Wrexham AFC qui se termine sur un score nul de 0 à 0. Le record d'affluence est de nouveau battu en mars 2023, dépassant 3 000 spectateurs pour la première fois, lorsque Wealdstone accueille une nouvelle fois Barnet FC, dans une défaite à domicile 2 buts à 0.

## Évolution du blason

Le blason actuel du club.

Le blason du club fait sa première apparition sur les maillots de l'équipe dans les années 1960. Il se compose de quatre quartiers aux couleurs traditionnelles du club, le bleu roi et le blanc. Les « trois lions » symbolisent l'Angleterre, témoignant de l'identité nationale du club. Un ballon de football est également présent, représentant le sport au cœur de l'activité du club. Enfin, l'emblème du Middlesex, l'ancien comté de la ville de Londres où se trouve le borough de Harrow, d'où est originaire le club, complète ce blason. Chacun de ces éléments encapsule un aspect significatif de l'histoire, de la géographie et de l'identité du Wealdstone Football Club.

## Rivalités et rencontres historiques
Le  Barnet FC est considéré comme le rival principal du Wealdstone FC. Les deux clubs sont membres fondateurs de l'Alliance Premier League (actuelle National League) et s’affrontent régulièrement tout au long des années 1980. Cependant, les rencontres se raréfient par la suite, les clubs évoluant dans des divisions différentes. La rivalité est ravivée lorsque Barnet déménage au Hive Stadium (en), un stade initialement destiné à Wealdstone. Aujourd'hui, les deux équipes jouent à nouveau dans la même division, renouvelant ainsi leur confrontation historique.
Parmi les autres équipes rivales, on compte Harrow Borough FC (en), avec qui le « derby de Harrow » est disputé, incluant la proximité géographique et la concurrence locale entre les deux clubs, ainsi que le Enfield Town FC (en) et le Hendon FC (en) qui figurent également parmi les adversaires traditionnels de Wealdstone. Le WFC bat Hendon lors de la finale de la Coupe Amateur en 1966.

## Personnalités du club
George Duck détient le titre prestigieux de meilleur buteur de tous les temps de Wealdstone, ayant inscrit 251 buts en 370 apparitions pour le club entre 1972 et 1979. Ses records incluent également un nombre inégalé de penaltys transformés et de triplés. Au cours de chaque saison passée au club, Duck a été le meilleur buteur en compétitions de ligue et de coupe, marquant de manière indélébile l'histoire du club par ses performances exceptionnelles[réf. nécessaire].
Parmi les anciens joueurs du Wealdstone FC qui ont connu des carrières au plus haut niveau du football professionnel figurent Stuart Pearce, Vinnie Jones et Jermaine Beckford. Ces joueurs témoignent de la capacité du club à développer des talents destinés à briller sur la scène nationale et internationale. Harold Smith détient le titre de premier joueur à avoir quitté Wealdstone FC pour une carrière professionnelle, rejoignant le Notts County en 1930.

## Palmarès et records

### Palmarès
| Compétitions nationales | Compétitions régionales |
| --- | --- |
| - National League : - Vainqueur : 1985 - National League South : - Vainqueur : 2020 - Isthmian League Premier : - Vainqueur : 2014 - Isthmian League Division Three : - Vainqueur : 1997 - Southern League Division One : - Vainqueur : 1974, 1982 - FA Trophy : - Vainqueur : 1985 - FA Amateur Cup : - Vainqueur : 1966 | - Athenian League (en) : - Vainqueur : 1952 - Willesden & District League Division One : - Vainqueur : 1906, 1913 - Suburban League North Division : - Vainqueur : 1991 - Southern League Cup : - Vainqueur : 1982 - Southern League Championship Shield : - Vainqueur : 1982 - Southern League Championship Cup : - Vainqueur : 1982 - Middlesex Premier Cup : - 2004, 2008, 2009, 2011 - London Senior Cup : - Vainqueur : 1952 - Middlesex Senior Cup : - Vainqueur : 1930, 1938, 1941, 1942, 1943, 1946, 1959, 1963, 1964, 1968, 1985 - Middlesex Charity Cup : - Vainqueur : 1930, 1931, 1938, 1939, 1950, 1964, 1968, 2004, 2011 - Middlesex Junior Cup - Vainqueur : 2013 |

### Records et Palmarès
Le club connaît plusieurs moments marquant dans son histoire, notamment lors des compétitions de la FA Cup, la FA Trophy, la FA Vase et la FA Amateur Cup. Leur meilleure performance en FA Cup remonte à la saison 1977-1978, où le WFC atteint le troisième tour. Le club remporte la FA Trophy lors de la saison 1984-1985, et son meilleur parcours en FA Vase le mêne jusqu'au troisième tour lors de la saison 1997-1998. Le club remporte le titre de la FA Amateur Cup lors de la saison 1965-1966.

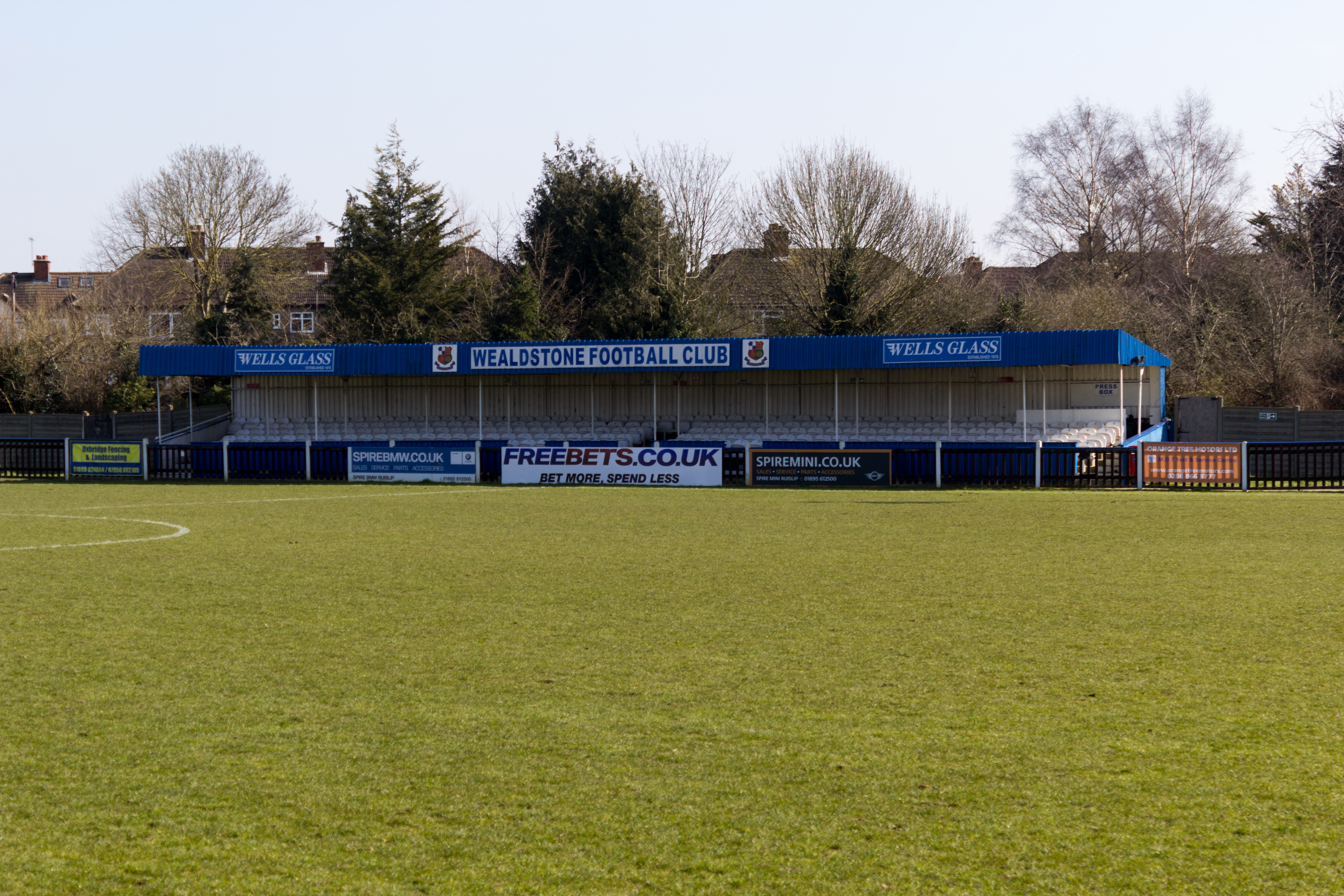
Les tribunes du Grosvenor Vale.

L'engouement pour le club était évident lors du match de coupe amateur de la FA contre le Leytonstone FC (en) le 5 mars 1949 qui a attiré une foule record de 13 504 spectateurs. Leur plus grande victoire a été un impressionnant 22 - 0 contre le 12e régiment de Londres lors de la FA Amateur Cup le 13 octobre 1923. Le club connaît aussi des défaites tout aussi impressionnantes, notamment un revers sévère de 14 - 0 à domicile contre le Edgware & Kingsbury FC (en) en London Senior Cup (en) le 9 décembre 1944.
Certains joueurs ont laissé leur empreinte dans l'histoire du club, notamment Charlie Townsend, qui détient le record du plus grand nombre d'apparitions avec un total impressionnant de 514 matchs. En ce qui concerne les buts marqués, George Duck se distingue avec un total de 251 buts marqués pour le club.